# Synidotea pacifica
Synidotea pacifica là một loài chân đều trong họ Idoteidae. Loài này được Nobili miêu tả khoa học năm 1906.